# Jan Boomans
Jan Boomans (Brussel, 7 september 1932 - 22 januari 1993) was een Belgische weerkundige.
Boomans ging naar de middelbare school op het Sint-Pieterscollege in Jette, waarna hij zijn legerdienst vervulde. Daar ging hij na een opleiding tot kandidaat reserveofficier (KRO) in dienst bij de Meteo Wing van de luchtmacht in Evere. Daar ontwikkelde hij zijn interesse in de meteorologie. Met de steun van zijn korpsoverste Frank Bastin kon hij opleiding volgen in Parijs.
Toen Boomans een paar jaar later slaagde in de examens om een burgerstatuut bij het leger te krijgen, kon hij zich voltijds toeleggen op de weerkunde. Hij legde zich onder meer toe op de Belgische wegenbulletins met de daaraan verbonden wintertypes.
Boomans raakte bij het publiek bekend door een wekelijks weerpraatje in het populaire radioprogramma Te bed of niet te bed van Jos Ghysen, waarin hij van 1968 tot 1988 was te horen. Op het eind van de jaren 80 staakte Boomans wegens hartproblemen zijn activiteiten en hij overleed in 1993.